# Liviu Voinea
Liviu Voinea (ur. 25 czerwca 1975) – rumuński ekonomista i urzędnik państwowy, w latach 2012–2014 minister delegowany ds. budżetu, w latach 2014–2019 wiceprezes Narodowego Banku Rumunii.

## Życiorys
W 1997 ukończył studia na wydziale międzynarodowych stosunków gospodarczych Akademii Studiów Ekonomicznych w Bukareszcie, w 1998 uzyskał magisterium na Uniwersytecie Sztokholmskim. Kształcił się także w zakresie statystyki i nauk społecznych na University of Essex (2006). W 2000 obronił doktorat z ekonomii na Akademii Studiów Ekonomicznych w Bukareszcie, został nauczycielem akademickim na stołecznej SNSPA i na macierzystej uczelni. Odbył staże w instytucie IPTS oraz w Colegiul Noua Europă. W latach 2004–2012 był dyrektorem spółki Voinea Business Development. Zasiadał w radzie dyrektorów EximBanku, kierował organizacją ekonomiczną Grupul de Economie Aplicată, koordynował także projekty polityczne.
W 2009 był nieformalnym kandydatem na premiera w przypadku zwycięstwa Mircei Geoany w wyborach prezydenckich. W okresie od maja do grudnia 2012 pozostawał sekretarzem stanu w resorcie finansów, a od grudnia 2012 do czerwca 2014 – ministrem delegowanym ds. budżetu w drugim i trzecim rządzie Victora Ponty (z rekomendacji Partii Socjaldemokratycznej). W latach 2014–2019 zajmował stanowisko wiceprezesa Narodowego Banku Rumunii. W listopadzie 2015 po upadku czwartego gabinetu Victora Ponty wysunięto jego kandydaturę na premiera technicznego (ostatecznie został nim Dacian Cioloș). W 2019 zrezygnował ze stanowiska w banku centralnym, obejmując stanowisko przedstawiciela Rumunii w Międzynarodowym Funduszu Walutowym.